# Bunjamin Shabani
Bunjamin Shabani (mac. Буњамин Шабани; ur. 30 stycznia 1991 w Kumanowie) – północnomacedoński piłkarz pochodzenia albańskiego, członek reprezentacji U-17, U-19 oraz seniorskiej.